# Світова асоціація медичних редакторів
Світова асоціація медичних редакторів (англ. World Association of Medical Editors, абр.WAME, вимовляється «whammy») — міжнародна віртуальна організація редакторів медичних журналів. Спочатку вона була заснована у 1995 році групою членів Міжнародного комітету редакторів медичних журналів (ICMJE), які стали стурбовані через те, що ICMJE став «занадто малим, корисливим та ексклюзивним».
Асоціація була запущена 16 березня 1995 року в Белладжіо, Ломбардія, Італія, після проведення триденної конференції для обговорення шляхів розширення міжнародної співпраці між редакторами медичних журналів. У конференції взяли участь двадцять два редактори з тринадцяти країн, усі фінансовані Фондом Рокфеллера. Одним із присутніх був Іен Чалмерс. Будь-який редактор рецензованого біомедичного журналу має право приєднатися до WAME.